# Казімерувка (Томашівський повіт)
Казімерувка (пол. Kazimierówka) — село в Польщі, у гміні Тишівці Томашівського повіту Люблінського воєводства.
Населення — 204 особи (2011).
У 1975-1998 роках село належало до Замойського воєводства.

## Демографія
Демографічна структура станом на 31 березня 2011 року:
|          | Загалом | Допрацездатний вік | Працездатний вік | Постпрацездатний вік |
| -------- | ------- | ------------------ | ---------------- | -------------------- |
| Чоловіки | 91      | 21                 | 57               | 13                   |
| Жінки    | 113     | 29                 | 54               | 30                   |
| Разом    | 204     | 50                 | 111              | 43                   |